# Thomas Newcomen

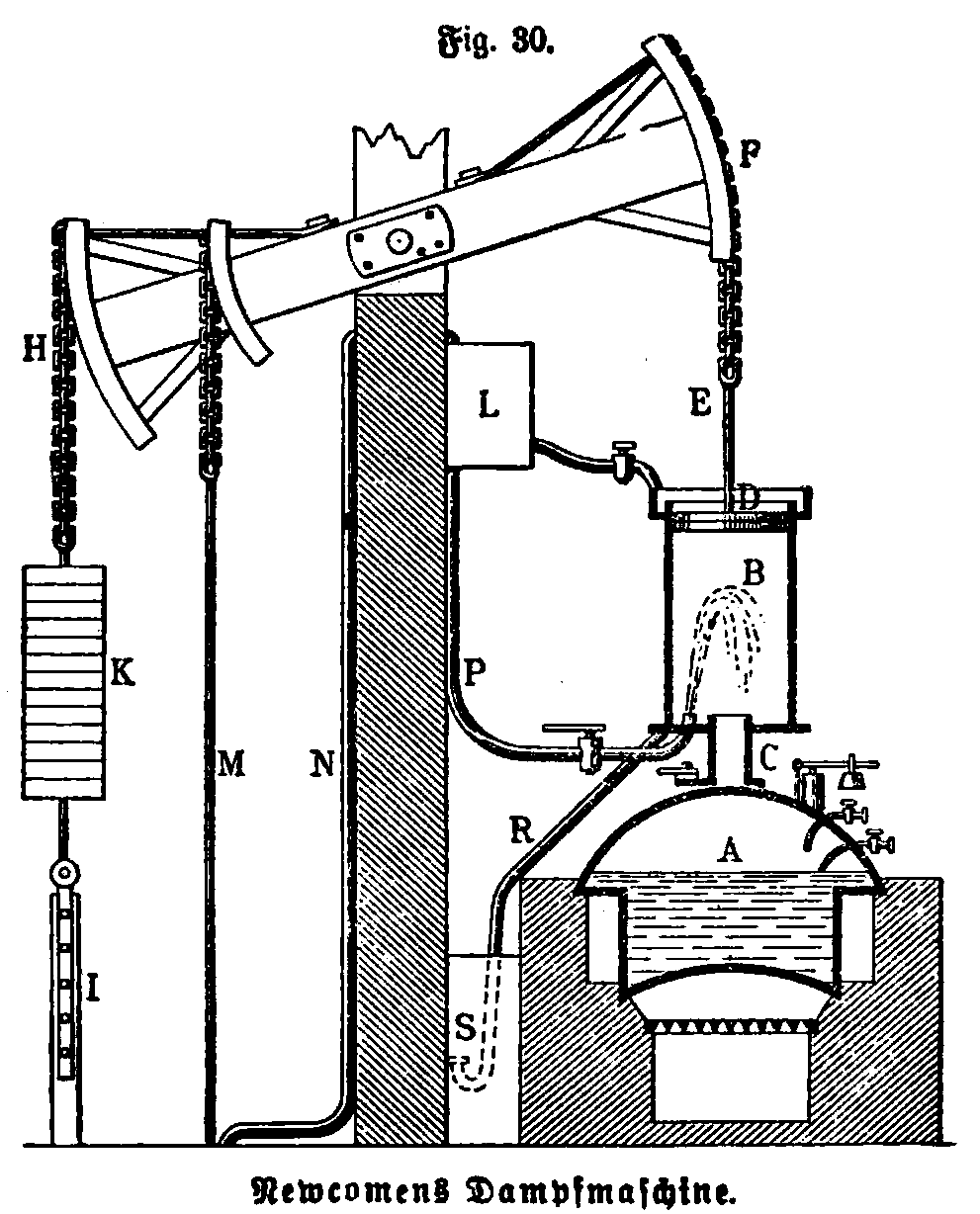
Nákres Newcomenova parního stroje

Thomas Newcomen (24. února 1664 Dartmouth v hrabství Devon – 5. srpna 1729 Londýn) byl anglický kovář a vynálezce, tvůrce prvních parních strojů. V roce 1712 sestrojil se svým společníkem Thomasem Saverym parní stroj pro čerpání vody z dolů. Do roku 1733, než vypršel patent, byla takových strojů sestavena více než stovka.
Své experimenty prováděl od roku 1705, možná s pomocí Johna Calleye. Jeho „ohňový stroj“ se brzy rozšířil do mnoha dolů v Anglii i na kontinentě. Později byl jeho vynález vylepšen Jamesem Wattem, který sestrojil oddělený kondenzátor páry. Stroj stále vylepšoval a získal na něj patent v roce 1769, i přes odpor výrobců atmosférických, ohňových strojů.

## Ocenění
23. února 2012 vydala Royal Mail poštovní známku s Newcomenovým parním strojem jako součást své série „Britons of Distinction“.